# تپه قلای سیمانی
تپه قلای سیمانی مربوط به عصر مس و سنگ - عصر مفرغ - دوره اشکانیان است و در شهرستان اسلام‌آباد غرب، بخش مرکزی، دهستان حومه شمالی ، حاشیه شمالی روستای سیمانی علیا واقع شده و این اثر در تاریخ ۲۶ اسفند ۱۳۸۷ با شمارهٔ ثبت ۲۵۵۷۴ به‌عنوان یکی از آثار ملی ایران به ثبت رسیده است.